# România (gens)
A gens Romania era uma obscura família plebeia em Roma antiga. Nenhum membro desta gens aparece na história, mas muitos são conhecidos por inscrições.

## Origem

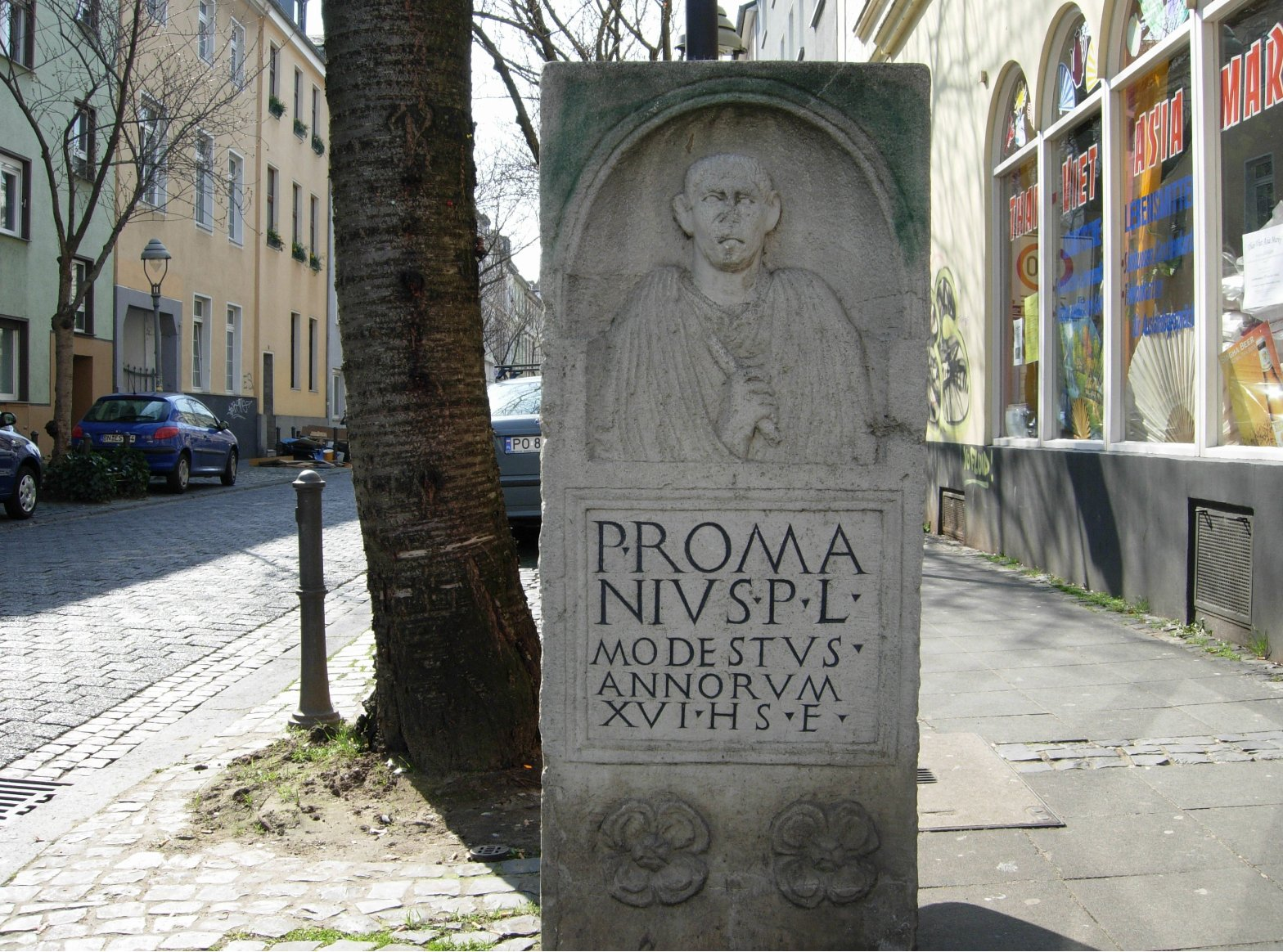
Tumba (cópia) de Romanius na rua Kölnstrasse/Heerstrasse em Bonn

O nomen Romanius pertence a uma grande classe de gentilícias formadas a partir de sobrenomes que terminam no sufixo -anus, tipicamente derivados de nomes de lugares. Aqui, o nome é derivado de um cognome, Romanus, referindo-se a um residente de Roma.

## Prenomes
Os Romanii usavam uma ampla variedade de prenomes comuns, incluindo Lucius, Gaius, Marcus, Publius, Quintus, Titus e Gnaeus. Outros nomes são encontrados ocasionalmente, incluindo Aulus, Numerius, Decimus, Servius e Tiberius. O prenome  da Língua Osca Salvius ocorre em uma filiação, sugerindo que pelo menos alguns dos Romanii eram de origem osca.

## Ramos e cognomes
Nos tempos imperiais, os Romanii usaram uma série de sobrenomes, mas todos parecem ter sido cognomes pessoais, e os Romanii não parecem ter sido divididos em famílias distintas.

## Membros
- Romania, enterrada em um local incerto na Gália Cisalpina, com um monumento dedicado por uma certa Prisca.[3]
- Romania, esposa de Titus Fabius Pulcher, com quem fez uma oferta a Isis em Aquileia na Vêneto e Histria.[4]
- Romania, esposa de Lucius Julius Caper, um dos Sodais Augustais em Nemausus na Gália Narbonense.[5]
- Romania, filha de Salonia, enterrada em um sepulcro familiar em Salona na Dalmácia, junto com Romania Italia e Romanius, filho de Surio.[6]
- Romania, filha de Prosostus, e neta de Gaius Valerius Fuscus, um veterano da Segunda Legião, com quem foi enterrada em Brigetio (atualmente Szőny) na Panônia Superior, na primeira metade do segundo século, aos vinte anos.[7]
- Romanius, o escravo doméstico de Quintus Cornelius Graptus e sua esposa, Sabina, com quem foi enterrado em Roma.[8]
- Romanius M. f., um sacerdote nomeado em uma inscrição funerária de Bantia na Lucânia.[9]
- Romanius, filho de Surio, enterrado em um sepulcro familiar em Salona, junto com Romania Italia, e Romania, filha de Salonia.[6]
- Gaius Romanius C. f., nativo de Berytus, um oficial servindo na centúria de Hordeonius em Mons Claudianus na Egito.[10]
- Gaius Romanius P. f., duas vezes tribuno militar, nomeado em uma inscrição de Roma, junto com Publius Romanius.[11]
- Numerius Romanius Sal. f., nomeado em uma inscrição de Supinum Vicus na Samnium.[12]
- Publius Romanius M. f., enterrado em Brixia na Vêneto e Histria, junto com sua irmã, Romania Tertia.[13]
- Publius Romanius C. f., nomeado em uma inscrição de Roma, junto com Gaius Romanius, um tribuno militar.[11]
- Quintus Romanius, filho de Camburo, fez uma oferta a Minerva em Brixia.[14]
- Titus Romanius, enterrado em Sextantio na Gália Narbonense.[15]
- Lucius Romanius N. l. Abscantus, um liberto enterrado em Heraclea na Lucânia, com um túmulo construído pelo colégio local de Sodais Augustais, na parte final do primeiro século, ou na primeira metade do segundo.[16]
- Romania Cn. l. Ammia, uma liberta, e esposa do comerciante de vinho Gnaeus Romanius Iaso.[17]
- Gaius Romanius Ɔ. l. Anteros, um liberto nomeado em uma inscrição de Roma, junto com uma liberta, Romania Theophila.[18]
- Romanius Aristides, nomeado em uma inscrição de Apulum na Dácia.[19]
- Aulus Romanius A. l. Bassus, um liberto, construiu um túmulo para si e seu filho, Romanius Restitutus, em Careiae na Etrúria.[20]
- Gaius Romanius Bassus, irmão de Lucius Romanius Brocchus, nomeado em uma inscrição da Gália Cisalpina.[21]
- Lucius Romanius Bello, construiu um túmulo em Roma para si e sua família.[22]
- Lucius Romanius Brocchus, irmão de Gaius Romanius Bassus, nomeado em uma inscrição da Gália Cisalpina.[21]
- Romania Cale, um cliente de Decimus Romanius Verulus, nomeado em uma inscrição de Dea Augusta Vocontiorum na Gália Narbonense.[23]
- Gaius Romanius Capito, nativo de Celeia (atual Celje), foi um soldado na cavalaria, enterrado em Mogontiacum na Germania Superior, aos quarenta anos, tendo servido por dezenove anos, em um túmulo datado da segunda metade do primeiro século d.C.[24]
- Romania Catullina, esposa de Julius Secundinus, enterrada em um sepulcro familiar em Flavia Solva na Noricum, aos vinte e cinco anos.[25]
- Marcia Romania Celsa, esposa do cônsul Flavius Januarius,[i] foi enterrada em Arelate na Gália Narbonense no décimo sétimo dia antes das Calendas de abril, aos trinta e sete anos, dois meses e dez dias.[26]
- Romanius Crescentilianus, dedicou um túmulo em Ostia na Lácio para sua filha adotiva, Romania Stratonice.[27]
- Romania Cypare,[ii] dedicou um túmulo do segundo século em Venusia na Samnium para seu marido, Titus Flavius Secundus, aos quarenta anos.[28]
- Marcus Romanius Encolpus, fez uma oferta a Júpiter Óptimo Máximo, de acordo com uma inscrição da Dácia.[29]
- Marcus Romanius Ser. f. Epulo, um promagistrado em Ciro, que fez uma oferta a Ceres.[30]
- Romanius Epulonius Damas, construiu um túmulo em Roma para si, sua esposa, Papiria Tertia, e seu filho, o jovem Epulonius Damas, aos quatorze anos, onze meses.[31]
- Titus Romanius Epictetus, junto com Flavia Melitine, dedicou um túmulo em Lugdunum na Gália Lugdunense para seu patrono, Titus Flavius Hermes, um dos seviri Augustales em Lugdunum.[32]
- Lucius Romanius Euprepis, enterrado no local atual de Val-de-Fier, anteriormente na Gália Narbonense.[33]
- Lucius Romanius Felicissimus, enterrado em Ostia, aos vinte e um anos, onze meses, com um monumento de sua irmã, Flavia Claudiana.[34]
- Romania Ɔ. l. Fausta, uma liberta nomeada em uma inscrição de Roma.[35]
- Lucius Romanius Fortis, dedicou um túmulo em Ravenna para Philomellus, o escravo de Lucius Romanius Juvenalis.[36]
- Lucius Romanius P. f. Gallus, fez uma oferta a Diana em nome do imperador Adriano, em Thuburbo Maius na África Proconsular.[37]
- Titus Romanius T. f. Hermeros, enterrado em Roma em um túmulo dedicado por seu pai, Titus Romanius Hermes.[38]
- Titus Romanius Hermes, dedicou um túmulo em Roma para seu filho, Titus Romanius Hermeros.[38]
- Publius Romanius Heuresio, nomeado em uma inscrição de Ostia, datando entre 201 e 230 d.C.[39]
- Gnaeus Romanius Cn. l. Iaso, um liberto e comerciante de vinho em Roma, e marido de Romania Ammia.[17]
- Romanius Ingenuus, enterrado em Matucaium na Noricum, aos dois anos.[40]
- Romania Italia, enterrada em um sepulcro familiar em Salona, junto com Romanius, filho de Surio, e Romania, filha de Salonia.[6]
- Gaius Romanius C. f. Italicus, nativo de Emona, foi um assistente do prefeito pretoriano em Roma, circa 173 d.C.[41]
- Marcus Romanius Jovinus, um retórico enterrado em Roma, deixando como herdeiros Marcus Junius Severus e Romania Marcia.[42]
- Lucius Romanius L. f. Justus Vercellis, um soldado na décima coorte da guarda pretoriana, servindo na centúria de Crispinus, nomeado em uma inscrição de Patrae na Acaia.[43]
- Romanius Juvenalis, nomeado em uma inscrição dedicatória de Mogontiacum.[44]
- Lucius Romanius Juvenalis, o mestre de Philomellus, um escravo enterrado em Ravenna.[36]
- Romanius Juvenis, construiu um túmulo em Ivenna na Noricum para sua filha, Junilla, aos dezessete anos, junto com sua esposa, Aquilina, e os avós de Junilla, Secundinius Jucundianus e Mira.[45]
- Marcus Romanius Juventinus, procurador na Ásia em um ano incerto entre 198 e 209 d.C.[46]
- Romania T. f. Laeta, nomeada em uma inscrição de Roma, junto com Gnaeus Aemilius Laetus.[47]
- Romanius Ligur, um membro do colégio de Manliensium, que fez uma doação a Fortuna em Virunum na Noricum.[48]
- Gnaeus Romanius Cn. f. Longus, enterrado em Cirta na Numídia, aos noventa anos.[49]
- Romania Lupa, esposa de Marcus Herennius Eucharistus, enterrada em Comum na Gália Cisalpina, no segundo ou início do terceiro século.[50]
- Marcus Romanius M. f. Macrinus, um veterano nomeado em uma inscrição de Brixia.[51]
- Marcus Romanius M. f. Marcellinus Decimius Rufinus, nativo de Suasa na Úmbria, foi um prefeito na terceira legião, de acordo com uma inscrição de Lambaesis na Numídia.[52]
- Romania Marcia, junto com Marcus Junius Severus, um dos herdeiros do retórico Marcus Romanius Jovinus.[42]
- Titus Romanius Mercator, fez uma oferta aos deuses do culto imperial em Darantasia nas Alpes Graiae, de acordo com uma inscrição datada da segunda metade do segundo século.[53]
- Romania Moderata, esposa de Publius Quintius Pollio, e mãe de Marcus Quintius Moderatus, enterrada em Verona na Vêneto e Histria.[54]
- Publius Romanius P. l. Modestus, um liberto enterrado em Bonna na Germania Inferior, aos dezesseis anos.[55]
- Romanius Montanus, procurador dos gladiadores da casa do imperador, de acordo com uma inscrição de Pérgamo na Ásia.[56]
- Romania Naevia, uma mulher pertencente a uma família de classe senatorial, enterrada em Siscia na Panônia Superior.[57]
- Romania Novellia, filha de Novellia Atiliana, enterrada em Mediolanum na Gália Cisalpina, aos trinta e dois anos, oito meses e doze dias.[58]
- Romania Sp. f. Optata, enterrada em Brixia.[59]
- Gaius Romanius Pedo, enterrado no local atual de Chusclan, anteriormente na Gália Narbonense.[60]
- Lucius Romanius L. f. Peregrinus, construiu um monumento para seu pai, Lucius Romanius Salvius, em Tridentum na Vêneto e Histria.[61]
- Lucius Romanius L. l. Philargurus, um liberto nomeado em uma inscrição de Roma.[62]
- Romania Prima, enterrada em Simitthus na África Proconsular, aos vinte e um anos.[63]
- Lucius Romanius Priscus, fez uma oferta libacional a Mercúrio em Samarobriva na Gália Bélgica.[64]
- Marcus Romanius M. f. Probus, filho de Marcus Romanius Suavis e Cincia Modesta.[65]
- Quintus Romanius Probus, dedicou um túmulo para sua esposa, Flavia Materna, em Juliacum na Germania Inferior.[66]
- Romania Profutura, uma matrona enterrada em Comum no segundo século.[67]
- Lucius Romanius Respectus, um decurião em Burbetomagus na Germania Superior, que fez uma oferta libacional a Vitória.[68]
- Romanius A. f. Restitutus, filho de Aulus Romanius Bassus, um liberto enterrado em Careiae.[20]
- Romania Romana, irmã de Romanus Severus e filha de Julius Romanus, que fez uma oferta libacional a Mercúrio em nome de seus filhos em Augusta Treverorum na Gália Bélgica.[69]
- Romania T. l. Sabina, uma liberta que construiu um túmulo em Salona para seus filhos, Firmio, Martia e Quintio.[70]
- Romanius Sabinus, nomeado em uma inscrição de Roma.[71]
- Lucius Romanius Salvius, enterrado em Tridentum, com um monumento de seu filho, Lucius Romanius Peregrinus.[61]
- Romania Secundilla, esposa do marinheiro Lucius Helvius Victorinus, para quem construiu um túmulo em Lugdunum.[72]
- Romanius Secundinus, um soldado veterano, que junto com Cordia Verina, ajudou a construir um túmulo em Roma para o filho de Cordia, Lucius Vitellius Fuscinus, um soldado na terceira coorte da guarda pretoriana, aos quarenta anos, e sua irmã, Paccia Materna, aos doze.[73]
- Romanius Secundus, um soldado nomeado em uma inscrição de Vindonissa, datando do meio ou final do primeiro século.[74]
- Romania Q. f. Secura, enterrada em Thibilis na Numídia.[75]
- Romania M. f. Severa, enterrada em Brixia, no sepulcro familiar de Marcus Licinius Receptus.[76]
- Decimus Romanius Silvester, herdeiro de Valeria, filha de Valentinus, uma mulher enterrada em Dea Augusta Vocontiorum.[77]
- Publius Romanius Socrates, fez uma oferta libacional a Vitória no local atual de Volx, anteriormente parte da Gália Narbonense.[78]
- Romania Stratonice, enterrada em Ostia, aos onze anos, três meses, com um túmulo construído por seu pai adotivo, Romanius Crescentilianus.[27]
- Marcus Romanius M. l. Suavis, um liberto, e um dos sodales Augustales em Brixia, construiu um túmulo para si, sua esposa, Cincia Modesta, e seu filho, Marcus Romanius Probus.[65]
- Gaius Romanius Summus, um decurião em Germisara na Dácia, que fez uma oferta libacional a Júpiter Óptimo Máximo.[79]
- Romania M. f. Tertia, enterrada em Brixia com seu irmão, Publius Romanius.[13]
- Romania C. l. Theophila, uma liberta nomeada em uma inscrição de Roma, junto com um liberto, Gaius Romanius Anteros.[18]
- Romania C. l. Tryphera, uma liberta enterrada em Canusium na Apúlia.[80]
- Quintus Romanius Q. f. Tuscus, enterrado no local atual de Bencatel, anteriormente parte da Lusitânia, aos dezessete anos, com um monumento de sua mãe, Baebia Boutia.[81]
- Romania Urbana, nomeada em uma inscrição funerária de Roma, junto com Quintus Mucius Urbanus, e Mucia Ingenua, talvez sua filha, aos vinte anos.[82]
- Romania Ɔ. l. Urbana, uma liberta enterrada em Roma.[83]
- Romania Ti. l. Urbana, uma liberta nomeada em uma inscrição de Iguvium na Úmbria.[84]
- Romania Valentina, esposa de Publicius Basilides, e mãe adotiva de Publicius Valentinus, um menino enterrado em Ravenna, aos doze anos, nove meses e dez dias.[85]
- Romania Veratia, esposa de Aurelius Domitianus, enterrada no local atual de Rumilly, anteriormente na Gália Narbonense, aos quarenta anos, três meses e cinco dias.[86]
- Romanius Verecundus, nomeado em uma inscrição de Albanum no Lácio.[87]
- Quintus Romanius Verecundus, junto com Lucius Ennius Secundus, um dos herdeiros de Marcus Magius Maccaus, nativo de Verona, e um soldado na décima legião, servindo na centúria de Marcius Modestus, enterrado em Vindonissa na Germania Superior, aos trinta e três anos.[88]
- Decimus Romanius Verulus, o patrono de Romania Cale, de acordo com uma inscrição de Dea Augusta Vocontiorum.[23]
- Romania Vitalis, filha de Philetus, e esposa de Caesonius Probus, que construiu um monumento para ela em Roma.[89]